# 托莱多主教座堂
托莱多圣母主教座堂是西班牙托萊多天主教托莱多总教区的主教座堂，是西班牙三座13世纪哥特式主教座堂之一，被认为是西班牙哥特式风格的杰作。它始建于1227年，费迪南三世在位时期。1493年，中央走道的哥特式拱顶完成。它模仿了法国布尔日主教座堂，虽然5条中央走道计划是建造者意图覆盖一切的后果：用主教座堂覆盖从前的清真寺，修道院覆盖从前的建築。它还结合了穆迪哈尔风格的一些特征，主要是在修道院，三拱式拱廊的多叶饰拱门。光线和拱顶的奇妙合作是更加引人注目的方面。其建筑材料白石来自托莱多附近的奥利韦拉斯。主教座堂是托莱多的主要旅游景点，参观需要付费（2008年12月为7欧元，2016年10月为8欧元，2017年11月為10歐元）。在周日西班牙人免费可能违反了欧洲反歧视法。 
主教座堂俗称为“富有的托莱多人”。